# Белитченко, Анатолий Константинович
Анатолий Константинович Белитченко (30 января 1938 года — 21 февраля 2021) — советский и приднестровский металлург, организатор производства. Директор Молдавского металлургического завода в 1985—2005 гг. Лауреат Государственной премии СССР и Государственной премии ПМР, награждён орденами и медалями СССР и ПМР.

## Биография
Родился 30 января 1938 г. в рабочем поселке Елань Еланского района Волгоградской области в семье рабочего. Трудовую деятельность начал в 1956 г. в качестве разнорабочего Еланской автороты. С 1957 г. на комсомольской работе, в 1963 г. избран секретарем комитета ВЛКСМ треста «Липецкстрой». В 1963 г. он перешел на Новолипецкий металлургический завод диспетчером кислородно-конвертерного цеха.
В июне 1966 г. А. К. Белитченко окончил Московский институт стали и сплавов по специальности «металлургия черных металлов». В январе 1966 г. его избирают председателем цехового комитета профсоюза кислородно-конвертерного цеха, а в 1968 г. он переводится сменным мастером участка разливки ККЦ № 1, потом работал в должностях старшего мастера, заместителя начальника копрового цеха, а в 1980 г. был назначен начальником копрового цеха НЛМК.
В апреле 1985 г. приказом министра чёрной металлургии СССР А. К. Белитченко был назначен директором Молдавского металлургического завода. О строительстве в Молдавии, в г. Рыбница электрометаллургического мини-завода было объявлено весной 1981 года. Это был первый в Советском Союзе опыт создания подобного производства, и, с учетом того, что строительство велось в спешке (завод должны были сдать в октябре 1984 г., к 60-летию образования МССР и Компартии Молдавии) завод изначально имел много недоделок и недоработок, как строительных, так и конструкторско-технологических. Большинство оборудования не только не отвечало стоявшим производственным задачам, а вообще не было работоспособным.
Несмотря на то, что строительство завода было завершено меньше года назад, А. К. Белитченко стал уже третьим его директором. На его долю выпало завершить комплекс пусконаладочных работ и вывести предприятие на проектную мощность. Он принимает решение о проведении масштабной модернизации, реконструкции и совершенствовании узлов и механизмов основных агрегатов и линий, убедив с своей правоте руководство Минчермета СССР.
Под руководством А. К. Белитченко была проведена первая модернизация ММЗ, начатая в сентябре 1985 г. с реконструкции машин непрерывного литья сортовых заготовок (МНЛЗ). В 1987 г. заводу удалось выйти на проектную мощность − 680 тыс. тонн в год. А в 1991 г. группе ученых-разработчиков и специалистов Молдавского металлургического завода, в том числе и А. К. Белитченко была присуждена Государственная премия СССР — «за разработку и освоение первых отечественных 6-ручьёвых радиальных машин непрерывного литья сортовых заготовок».
С распадом Советского Союза были утрачены привычные экономические связи и перед заводом встала необходимость технического перевооружения с целью наращивания объемов
производства стали, улучшения ее качества, снижения себестоимости, а в конечном итоге − выхода продукции завода на мировой рынок металла. Вторичная модернизация завода, также проведенная под руководством А. К. Белитченко, началась в 1993 году и обошлась более чем в 160 млн долларов США.
Все годы работы на Молдавском металлургическом заводе А. К. Белитченко не прекращал научной и исследовательской деятельности, опубликовал более 40 научных статей. Он является автором монографии «Термомеханическая обработка проката из непрерывнолитой заготовки малого сечения», других публикаций. Член редакционных советов журналов «Чёрная металлургия» и «Новости чёрной металлургии за рубежом». Принял участие в создании 22 изобретений.
Летом 2005 г. А. К. Белитченко ушёл с поста генерального директора СЗАО «ММЗ», став Президентом предприятия.

## Признание
За большой вклад в развитие Новолипецкого металлургического комбината в 1984 г. А. К. Белитченко был награжден орденом Трудового Красного Знамени. За разработку и освоение первых отечественных шестиручьёвых радиальных МНЛЗ в 1991 г. присвоено звание лауреата Государственной премии СССР.
В 1997 г. за разработку и успешное освоение концепции развития ММЗ ему присуждена Государственная премия ПМР. Награжден многочисленными наградами Приднестровской Молдавской республики, в числе которых высшая награда ПМР орден Республики, орден «За личное мужество», орден Почёта, орден «Трудовая Слава», медаль «Защитнику Приднестровья», Грамота Президента ПМР. Ему присвоено почётное звание «Заслуженный изобретатель Приднестровской Молдавской Республики» с вручением нагрудного знака «Заслуженный работник ПМР».
А. К. Белитченко с 1992 г. являлся депутатом Верховного Совета Приднестровской Молдавской Республики. Почётный гражданин города Рыбница.